# Стейер, Том
Томас Фар Стейер (англ. Thomas Fahr Steyer; род. 27 июня 1957, Нью-Йорк) — американский миллиардер, филантроп и политик.

## Биография
Получил степень бакалавра искусств в Йельском университете и степень магистра делового администрирования в Стэнфордской высшей школе бизнеса. В течение 26 лет возглавлял хедж-фонд Farallon Capital, в 2012 году продал свою долю и занялся политикой, а также проблемами защиты окружающей среды (Стейер не получил в наследство состояние, но по состоянию на 2019 год его личный капитал составил 1,6 млрд долларов). Увлёкшись темой поиска альтернативных источников энергии, основал природоохранную группу NextGen America, в 2016 году потратил 65 миллионов долларов на поддержку кандидатов Демократической партии на разных выборах и на акции в защиту окружающей среды.
После победы Дональда Трампа на президентских выборах развернул кампанию за его импичмент, собрав 8 миллионов подписей и лоббируя законодателей, в силу чего президент даже назвал его в своём Твиттере «crazed and stumbling lunatic» (обезумевший и спотыкающийся псих).
9 июля 2019 года объявил о вступлении в борьбу за выдвижение его кандидатуры от Демократической партии на президентских выборах 2020 года. Потратив на политическую рекламу более 123 миллионов долларов, 1 марта 2020 года Том Стейер принял решение о прекращении дальнейшей борьбы за пост президента США.

## Личная жизнь
Женился на Кэтрин Тэйлор в 1986 году, когда из-за ссоры с руководством оставил компанию Goldman Sachs и основал Farallon Capital, у супругов есть четверо детей.